# Vryburg
Vryburg, toponyme afrikaans signifiant en français « Fort libre », est une ville située dans la province du Nord-Ouest, en Afrique du Sud.

## Histoire

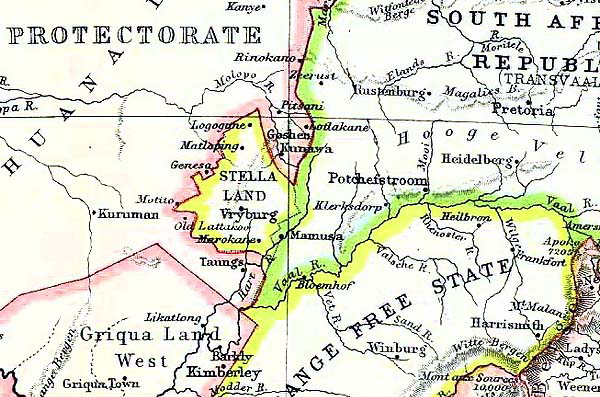
Carte du Stellaland montrant la capitale Vryburg

Au début des années 1880, deux tribus (les Korana et les Tlapin) sont en guerre et font appel à des mercenaires rémunérés avec des concessions territoriales.
Une fois la paix revenue en 1882, ces mercenaires reconvertis en fermiers fondent l'État du Stellaland avec Vryburg pour capitale. La ville se compose alors de 416 fermes.
En 1885, elle perd ce statut lorsque le Stellaland est incorporé dans le Bechuanaland britannique, alors colonie du Royaume-Uni. En 1895, elle est intégrée dans la colonie du Cap. Durant la seconde guerre des Boers, les Britanniques y construisent un camp de concentration pour y interner les civils boers.
En 1910, la ville de Vryburg intègre la nouvelle province du Cap.
Le redécoupage administratif de l'Afrique du Sud en 1994 instaure de nouvelles provinces. Vryburg intègre celle du Nord-Ouest dont la capitale est fixée à Mafikeng.

## Économie
Témoin de son passé pastoral, Vryburg vit encore de ses troupeaux en produisant de la viande, du beurre, du lait en poudre et de la conserverie de viande.

## Philatélie
Au début du XXe siècle, Vryburg a émis ses propres timbres avec pour légende VR special post (VR pour Vryburg).

## Jumelage
- Assen (Pays-Bas) depuis 1999